# Església fortificada de Viscri
L'església fortificada de Viscri (en romanès: Biserica fortificată din Viscri; alemany: Kirchenburg von Deutschweißkirch) és una església fortificada luterana a Viscri (Deutschweißkirch), al comtat de Brașov, a la regió de Transsilvània de Romania. La va construir la comunitat ètnica saxona transsilvana en un moment en què la zona pertanyia al Regne d'Hongria. Inicialment catòlica romana, es va convertir en luterana després de la reforma. Juntament amb el poble dels voltants, l'església forma part dels pobles amb esglésies fortificades a Transsilvània, Patrimoni de la Humanitat per la UNESCO.

## Descripció
La weißkirch ("església blanca") del nom alemany del poble fa referència a una capella construïda pels habitants Székely que hi van viure abans de l'arribada dels saxons entre 1141 i 1162, durant el regnat de Géza II. L'edifici era rectangular, amb un altar semicircular de pedra calcària de color blanc verdós. En aquest període també s'originen quatre capitells romànics que sobreviuen al cor, inclòs un utilitzat com a pica baptismal. Es creia que les monedes i les arracades trobades a les tombes tant a l'interior com a l'exterior de la capella dataven del regnat de Coloman (1095 – 1116), però una nova avaluació va trobar que la moneda més antiga provenia de finals del regnat de Géza II, suggerint les restes eren de saxons més que de Székely.

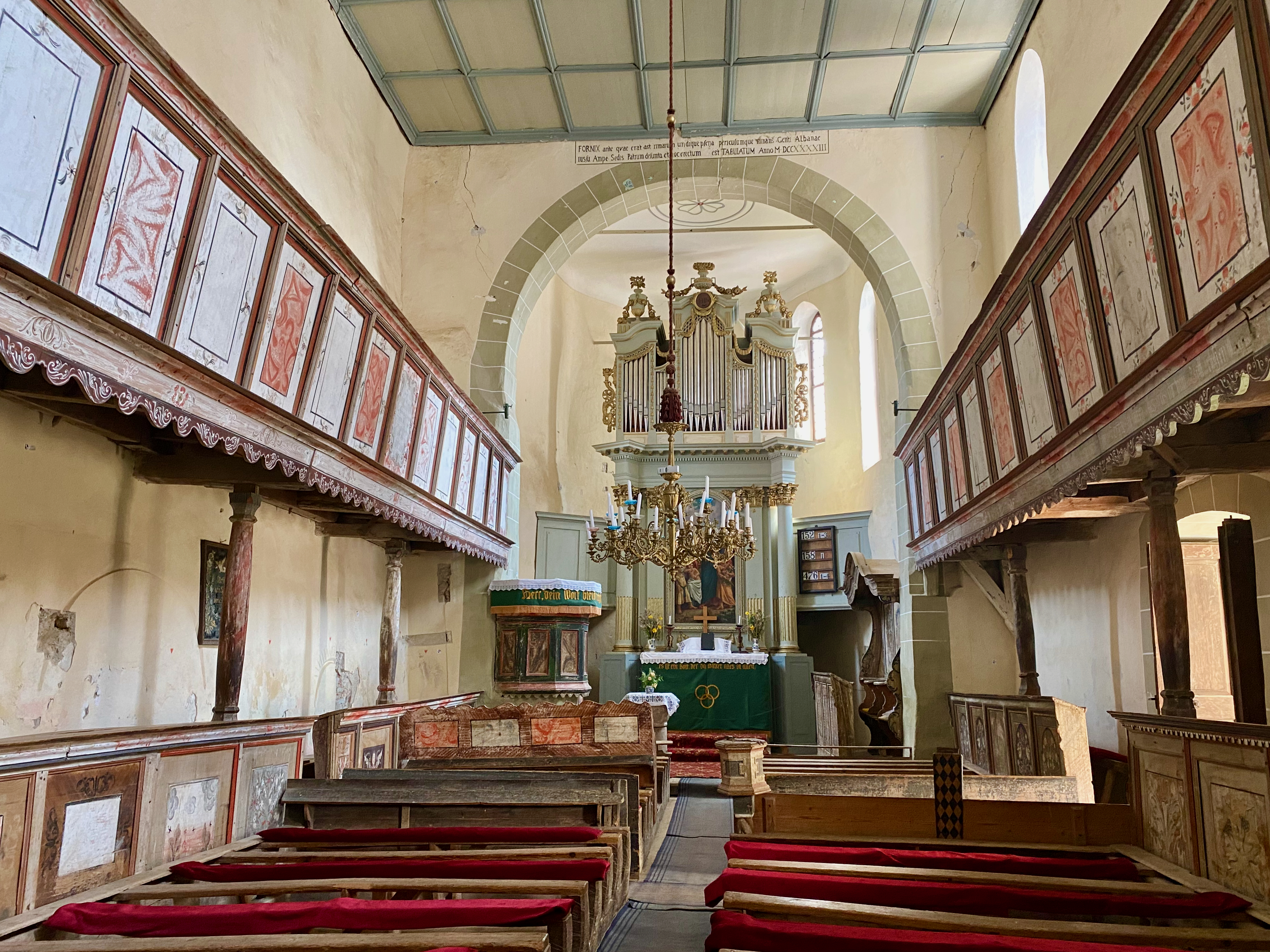
L'interior de l'església del vestíbul amb la seva galeria de fusta

Al segle xiii, els saxons van construir una església de saló romànic que integrava la capella, però també introduïa canvis, com ara una galeria de seients de fusta a l'extrem occidental. L'absis, el seu altar possiblement d’època romànica, presenta un capitell únic a Transsilvània. El disseny va ser popular a l’Alemanya del segle XII, però va desaparèixer poc després d’arribar a Àustria, cosa que suggereix que l'església data de no més tard de la primera meitat del segle xiii.

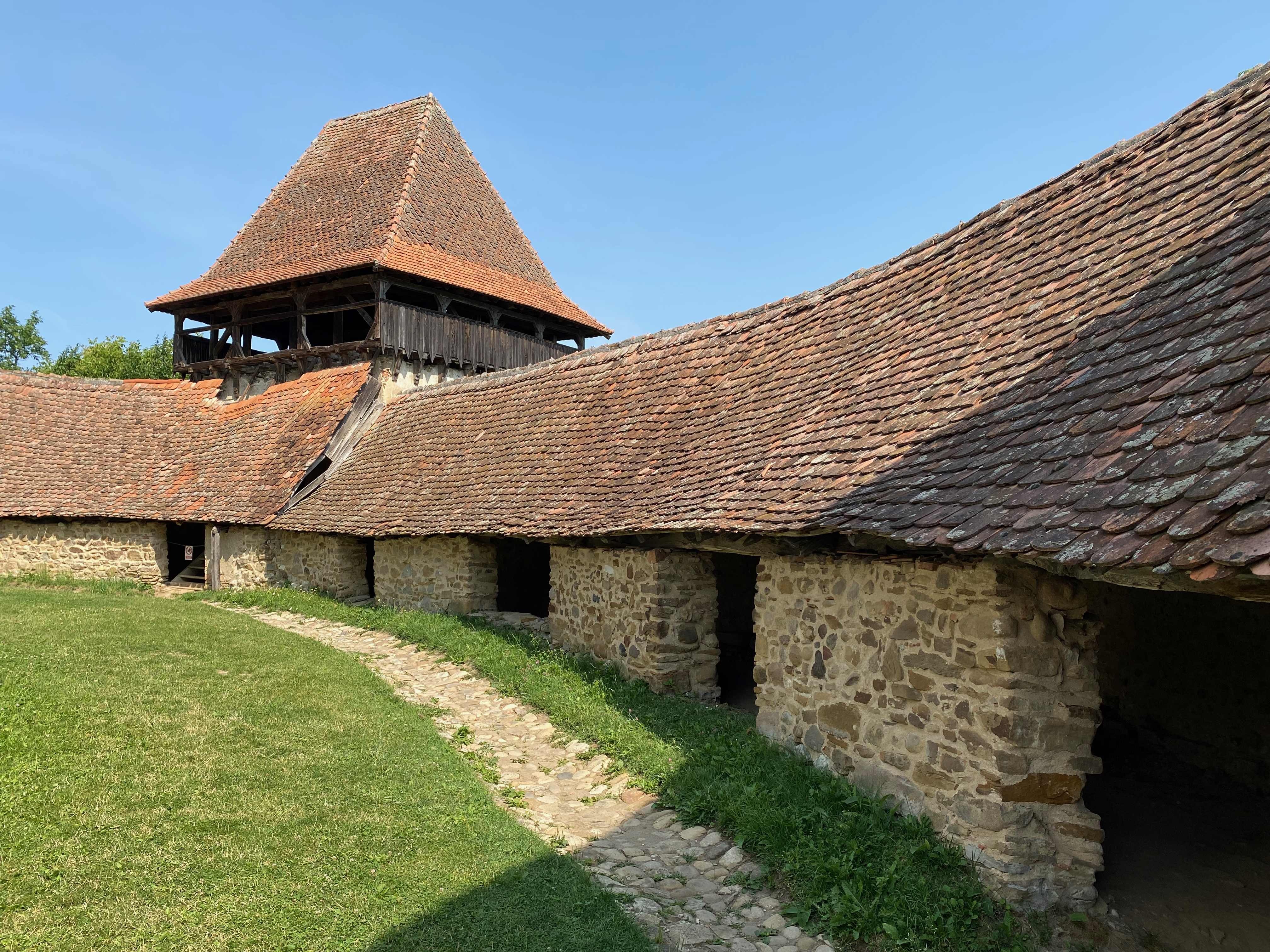
Interior del mur

Al segle xiv l'església es va convertir en una església comunitària. L'absis fou substituït per un cor trapezoidal més gran. L'església es va fortificar cap al 1500: el saló es va allargar i es va relacionar amb la torre, anteriorment independent i probablement pertanyent a la família d'un comte. A la torre es va afegir un altre nivell, utilitzat per a campanes i equipat amb un merlet que es mantenia a les mènsules. El sostre presentava un sisè nivell amb espitlleres per disparar. El nivell defensiu del cor va ser enderrocat el 1743. A causa del caràcter pacífic del període, el merlet de l'església va ser enderrocat després d'aquest temps, substituït per magatzems de gra per als vilatans. El sostre interior té un sostre dividit en quadrats, també del 1743, al voltant del qual es van col·locar els mobles austers.

### Fortificacions i reconeixement

Plànol de l'església fortificada

Al segle XII es van començar a construir fortificacions al voltant de la capella. Formant un oval i fet amb pedra de riu i camp, han sobreviscut les parets sud, est i nord-est. Aquests mesuren 7 m d'alçada. L'entrada es fa per la muralla sud-est, a la qual es van afegir dues torres i dos baluards al segle xiv. La torre sud, incorporada a l'exterior de la muralla, tenia tres pisos i un merlet que descansava sobre mènsules de fusta. Compartint un sostre amb el bastió sud, els nivells inferiors de la torre es van unir en un vestíbul entrat per l'est. El nivell superior conservava els seus parapets, amb la seva vora de roure i troncs mòbils que podien tancar els defensors. El merlet i el terrat del bastió sud es van unir amb els de la torre sud.

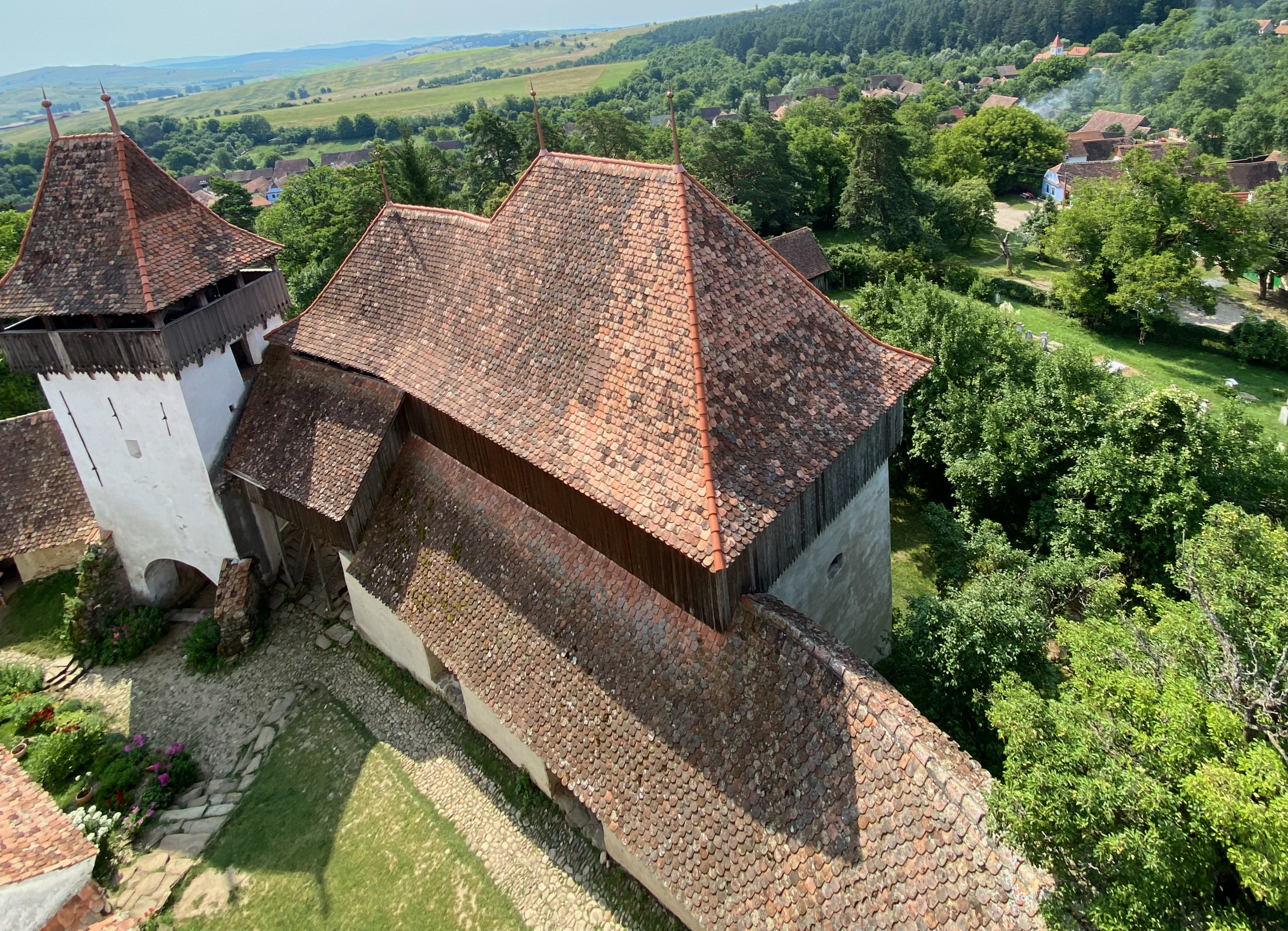
Interior del recinte des del campanar

El 1999, Viscri, juntament amb altres cinc llocs, es va afegir al ja llistat Biertan per formar els pobles amb esglésies fortificades a Transsilvània, Patrimoni de la Humanitat per la UNESCO. A més, l'església està catalogada com a monument històric pel Ministeri de Cultura i Afers Religiosos de Romania, i s'inclouen les entrades separades: les parets i torres interiors, les parets exteriors i un espai exterior del segle xix per a danses festives.